# Проезд Фрезер
Прое́зд Фре́зер — проезд, расположенный в Восточном административном округе города Москвы на территории района Перово.

## История
Проезд получил своё название в 1996 году по близости к платформе Фрезер (ныне Андроновка) Рязанского направления Московской железной дороги.

## Расположение
Проезд Фрезер проходит от 1-й Фрезерной улицы на северо-восток, пересекает пути Рязанского направления Московской железной дороги, поворачивает на восток и оканчивается. Через пути организован пешеходный переход по настилу, автомобильного переезда нет.

## Примечательные здания и сооружения
По нечётной стороне:
По чётной стороне:
- вл. 2 — Московский локомотиворемонтный завод
- Неофициальный памятник ГАЗ-52[источник не указан 2751 день]

## Транспорт

### Наземный транспорт
По проезду Фрезер не проходят маршруты наземного общественного городского транспорта. Западнее проезда, на шоссе Фрезер, расположена остановка «Платформа Андроновка» автобусов № 59, 759, 859.

### Железнодорожный транспорт
- Станция МЦК Андроновка — западнее проезда, у 1-й Фрезерной улицы
- Платформа Андроновка Рязанского направления Московской железной дороги — западнее проезда, у 1-й Фрезерной улицы
- Платформа Перово Казанского направления Московской железной дороги — восточнее проезда, у Карачаровского шоссе
- Платформа Чухлинка Горьковского направления Московской железной дороги — восточнее проезда, у Карачаровского шоссе